# Majdan Ostrowski
Majdan Ostrowski (prononciation : [ˈmai̯dan ɔsˈtrɔfski]) est un village polonais de la gmina de Wojsławice dans le powiat de Chełm de la voïvodie de Lublin dans l'est de la Pologne.
Il se situe à environ 6 kilomètres au nord-ouest de Wojsławice (siège de la gmina), 23 kilomètres au sud de Chełm (siège du powiat) et 72 kilomètres au sud-est de Lublin (capitale de la voïvodie).

## Histoire
De 1975 à 1998, le village est attaché administrativement à la voïvodie de Chełm.

Depuis 1999, il fait partie de la voïvodie de Lublin.